# カプラーイア・イーゾラ
カプラーイア・イーゾラ(伊: Capraia Isola)は、イタリア共和国トスカーナ州リヴォルノ県にある、人口約400人の基礎自治体（コムーネ）。

## 地理
カプラーイア・イーゾラというコムーネは、ティレニア海に浮かぶトスカーナ群島の一つカプラーイア島にあり、コムーネの名前もカプラーイア島を意味する。

### 気候分類・地震分類
カプラーイア・イーゾラにおけるイタリアの気候分類 (it) および度日は、zona C, 1260 GGである。
また、イタリアの地震リスク階級 (it) では、zona 4 (sismicità molto bassa) に分類される。